# Lucio Fiorentini
Lucio Fiorentini (Vestone, 25 ottobre 1829 – Bologna, 8 novembre 1902) è stato un giornalista, prefetto e politico italiano.

## Biografia
Attesi gli studi inferiori a Brescia si trasferisce a Pavia, dove si iscrive alla facoltà di giurisprudenza ed ha come compagno di studi Tito Speri. Arruolatosi nel battaglione studentesco prende parte ai moti del 1848 in Trentino, rifugiandosi a Torino dopo l'armistizio di Salasco. Alla ripresa delle ostilità, nel 1849, torna a Brescia per consegnare documenti militari e denaro per le spese di guerra e prende parte, con Speri, alla rivolta delle dieci giornate, fallita la quale torna esule in Piemonte e conclude gli studi universitari mantenendosi collaborando con alcuni quotidiani e periodici dell'epoca.
Torna a Brescia nel 1859, dopo la liberazione della Lombardia dal dominio austriaco. Entrato nell'amministrazione dell'Interno del Regno di Sardegna con la carica di consigliere delegato della relativa provincia, inizia la carriera di funzionario di governo, che per i successivi due decenni lo vede consigliere delegato a Lecce, Treviso, Siracusa, Verona, Novara e Roma, sottoprefetto ad Ariano, Pozzuoli, Terni, Aosta, prefetto a Sassari, Belluno, Bergamo e Cosenza.
Collocato a riposo nel 1892 per suoi motivi di salute, riprende l'attività pubblicistica dedicandosi in modo particolare alle questioni politiche del clericalismo e del socialismo, cui da liberale conservatore è ostile. Viene nominato senatore a vita nel 1901 su proposta di Giovanni Giolitti.

## Opere
- "Le dieci giornate di Brescia del 1849.  Reminiscenze",  Fratelli Bocca editori, Roma, 1899.
- Guida alla politica pel popolo italiano. Milano 1860, Napoli 1867)
- Lo statuto spiegato al popolo. Milano 1861
- Gli ultimi venti anni. Storia. Napoli, 1866